# Billy's Stormy Courtship
Billy's Stormy Courtship è un cortometraggio muto del 1916 diretto da W.P. Kellino.

## Trama
Un sordo pensa che l'agente innamorato della figlia sia invece il corteggiatore di sua sorella.

## Produzione
Il film fu prodotto dalla Homeland.

## Distribuzione
Distribuito dalla Globe, il film - un cortometraggio in due bobine - uscì nelle sale cinematografiche britanniche nel novembre 1916.